# 史蒂夫·卡明斯
史蒂夫·卡明斯（英語：Steve Cummings，1981年3月19日—），英国男子自行车运动员。他曾代表英国参加2004年、2008年和2016年夏季奥林匹克运动会自行车比赛，其中2004年奥运会获得一枚银牌。